# AZOOR
AZOOR (Acute Zonal Occult Outer Retinopathy, „Akute zonale okkulte äußere Retinopathie“) ist eine Erkrankung der äußeren Netzhautschichten, die im Akutstadium typischerweise zu Gesichtsfeldausfällen und Photopsien führt. Sie gehört zur Gruppe der White-Dot-Syndrome. Die Symptome bessern sich bei den meisten Patienten in einem Zeitraum von einigen Jahren, eine gesicherte Therapie ist nicht bekannt.
AZOOR betrifft überwiegend jüngere Frauen. Die genaue Ursache der Erkrankung ist unklar, als mögliche Gründe werden autoimmune Mechanismen oder Infektionen diskutiert. Die Erkrankung ist selten, bisher sind weltweit weniger als 200 dokumentierte Fälle bekannt. Eine Variante von AZOOR ist AIBSE (acute idiopathic blind spot enlargement).